# 比洛博日尼察
49°2′58″N 25°40′53″E / 49.04944°N 25.68139°E

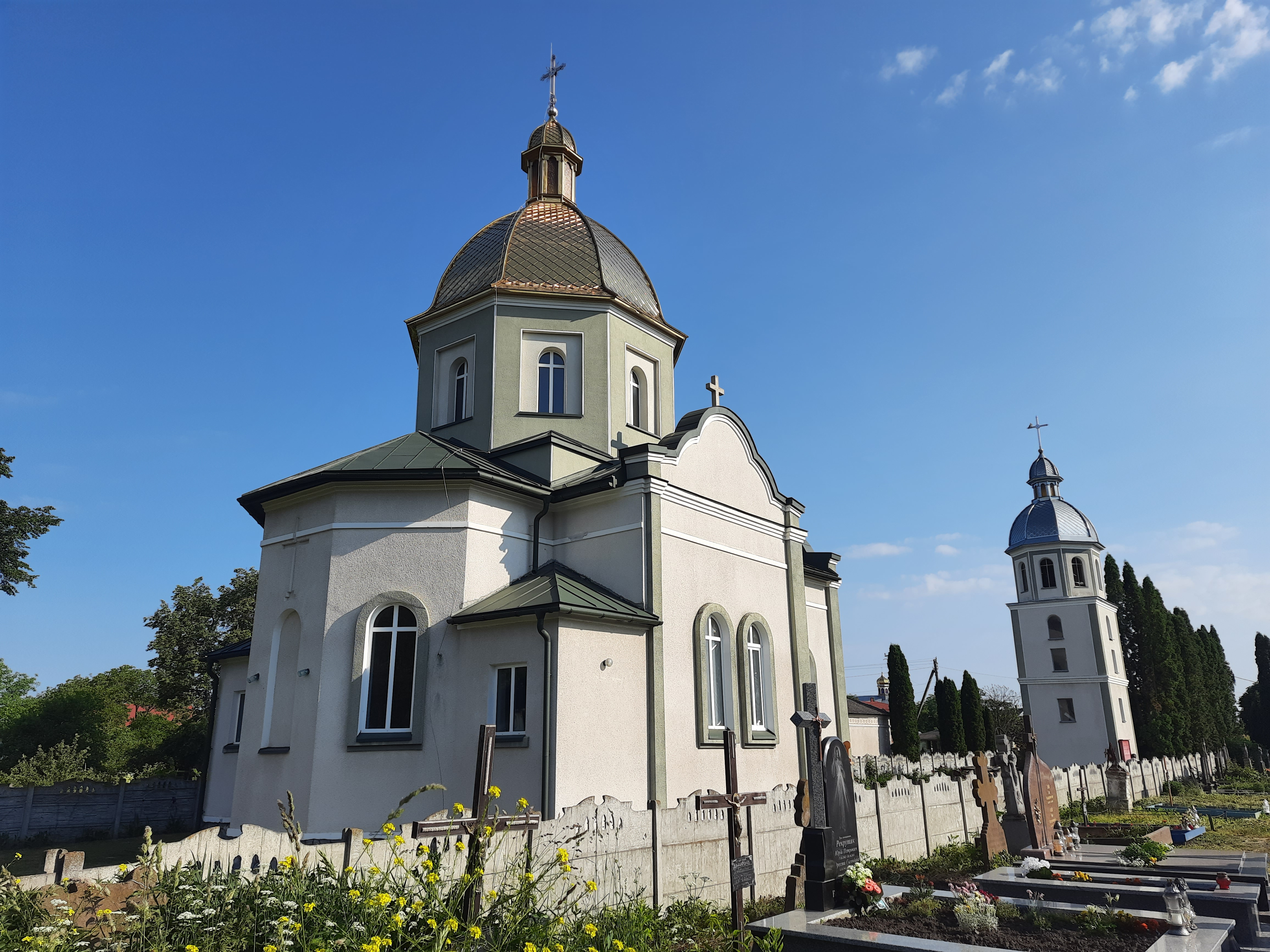
当地教堂

比洛博日尼察（烏克蘭語：Білобожниця）是烏克蘭西部捷爾諾波爾州喬爾特基夫區比洛博日尼察市镇内的村落及其行政中心。始建於1581年，面積3平方公里，2001年人口2,035，人口密度每平方公里678.33人。